# Helena Nader

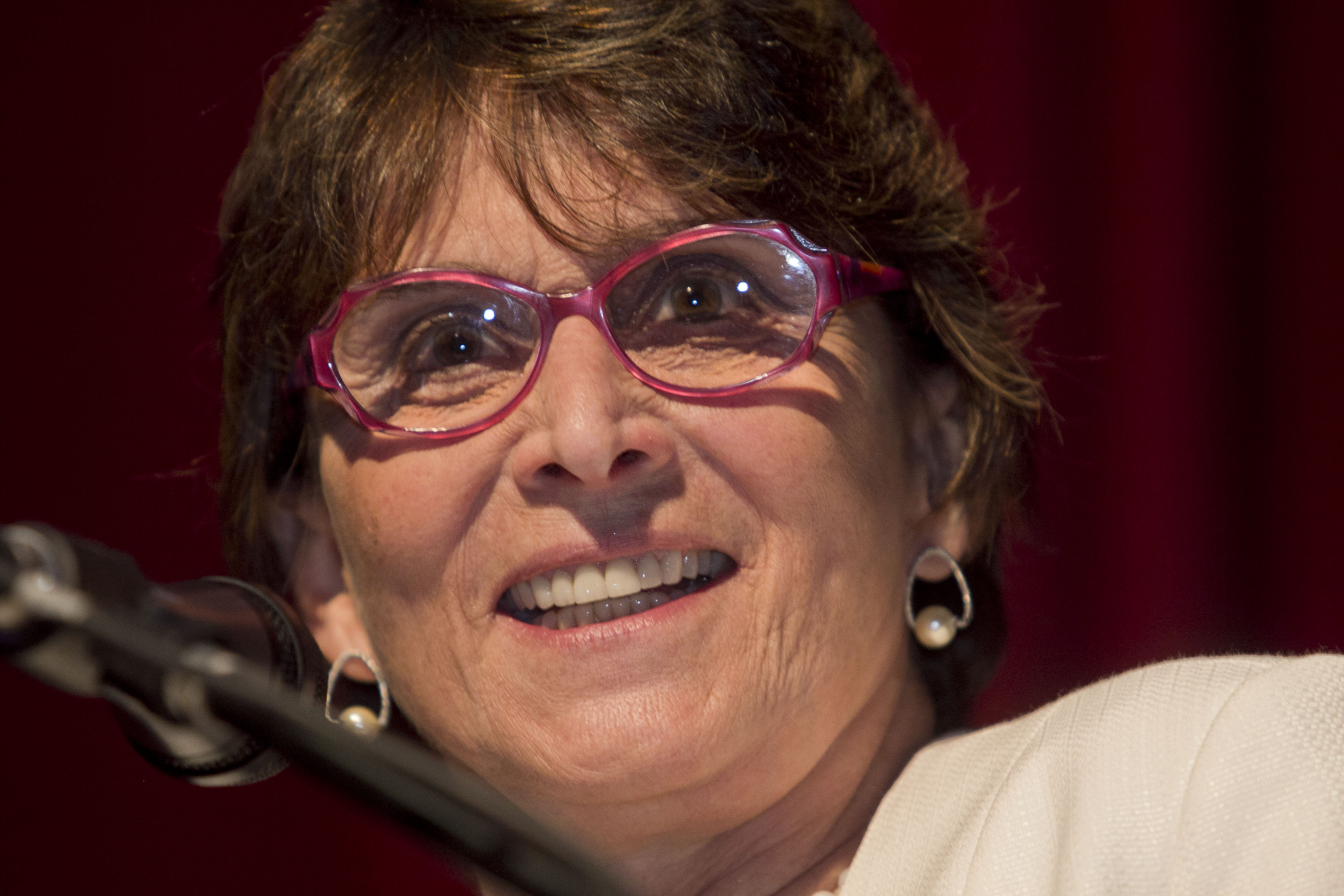
Helena Nader, 2013

Helena Bonciani Nader (* 5. November 1947 in São Paulo, Brasilien) ist eine brasilianische Biomedizinerin und Hochschullehrerin. Sie ist seit 2022 emeritierte Professorin an der Universidade Federal de São Paulo (Unifesp) und die erste Präsidentin der Brasilianischen Akademie der Wissenschaften (ABC). Ihr Forschungsgebiet ist die Molekular- und Zellbiologie von Glykokonjugaten.

## Leben und Werk
Nader ist eine von zwei Töchtern eines syrisch-libanesischen Vaters und einer Tochter italienischer Eltern. Sie erwarb 1970 einen Bachelor-Abschluss in Biomedizinischen Wissenschaften an der Bundesuniversität São Paulo (UNIFESP) und 1971 einen Bachelor of Education an der Universität São Paulo. 1974 promovierte sie bei Carl Peter von Dietrich in Molekularbiologie an der Unifesp.
Anschließend absolvierte sie ein Postdoktorat mit einem Fogarty (NIH)-Stipendium an der University of Southern California in Los Angeles und dann anderthalb Jahre lang am Veterans Administration Hospital im San Fernando Valley. Seit 1985 ist sie 1A-Forschungsstipendiatin (höchste Stufe) des Nationalen Forschungsrats für wissenschaftliche und technologische Entwicklung (CNPq). Nader wurde 1989 ordentliche Professorin an der Unifesp. Sie war dort die erste Prorektorin für Undergraduate sowie Prorector of Research and Graduate Programs.
Sie war Gastprofessorin an der Loyola Medical School in Chicago, dem W. Alton Jones Cell Science Center in New York, dem Istituto Scientifico G. Ronzoni in Mailand und den Opocrin Research Laboratories in Modena.
Sie ist seit 1989 ordentliches Mitglied der Akademie der Wissenschaften von São Paulo und seit 1999 der Brasilianischen Akademie der Wissenschaften, seit 2013 der World Academy of Science (TWAS) und seit 2013 der Academia de Ciencias de América Latina (ACAL). Für den Zeitraum 2022 bis 2025 ist sie Präsidentin der Brasilianischen Akademie der Wissenschaften, von 2022 bis 2025 Co-Präsidentin des Interamerikanischen Netzwerks der Akademien der Wissenschaften (IANAS) und von 2023 bis 2026 Vizepräsidentin von TWAS für Lateinamerika und die Karibik und von 2022 bis 2024 Mitglied des Verwaltungsrats des International Science Council (ISC).
Ihr politischer Aktivismus veranlasste sie 1969 der Sociedade Brasileira para o Progresso da Ciência (SBPC) beizutreten. Als Mitarbeiterin der Organisation beteiligte sie sich 1964 am Widerstand gegen die Militärdiktatur im Land. Von 2011 bis 2017 war sie Präsidentin der SBPC und war Vizepräsidentin der Brasilianischen Akademie der Wissenschaften und Co-Präsidentin des Interamerikanischen Netzwerks der Akademien der Wissenschaften (Ianas).

## Forschung
Sie forschte mehrere Jahre in einem Labor, das auf Mukopolysaccharidosen (MPS) testete, seltene erbliche Stoffwechselstörungen, die auftreten, wenn dem Körper die Enzyme fehlen, die zum Abbau und zur Speicherung komplexer Zuckermoleküle erforderlich sind. Anhand des Urins der Patienten konnte das Team, dem sie angehörte, die Art des MPS unterscheiden und so helfen, eine wirksamere Behandlung für diese spezifische Erkrankung zu finden.
Sie forscht auf den Gebieten Glykochemie und Glykobiologie und konzentriert sich auf die Untersuchung der Struktur und biologischen Funktion von Proteoglykanen, insbesondere Heparin und Heparansulfat, mit besonderem Schwerpunkt auf der Funktion dieser Verbindungen bei der Blutstillung, der Kontrolle der Zellteilung und der Zelltransformation.
Sie veröffentlichte mehr als 500 Artikel in renommierten Fachzeitschriften und ist Beraterin mehrerer nationaler und internationaler Fachzeitschriften.

## Auszeichnungen (Auswahl)
- 2002: Class Commander des Ordem Nacional do Mérito Científico[7]
- 2005: Honorarprofessur an der Universidade Federal do Rio de Janeiro
- 2007: Scopus Award
- 2008: Großkreuz des Ordem Nacional do Mérito Científico
- 2009: Präsidentin der brasilianischen Gesellschaft für Biochemie und Molekularbiologie
- 2010: Moacyr-Álvaro-Goldmedaille
- 2011–2017 Präsidentin der brasilianischen Gesellschaft zur Förderung der Wissenschaft
- 2012: Moacyr-Alvaro-Goldmedaille
- 2013: Tamandaré-Verdienstmedaille der brasilianischen Marine
- 2016: Carneiro-Felippe-Medaille, Nationale Nuklearenergiekommission (CNEN)
- 2018: Classics in Cell Biology, Brasilianische Gesellschaft für Zellbiologie (SBBC)
- 2018: Science Service Award, Föderation der experimentellen Biologiegesellschaften
- 2020: Carolina Bori Science & Women Award
- 2020: Admiral Álvaro Alberto Award für Wissenschaft und Technologie der Conselho Nacional de Desenvolvimento Científico e Tecnológico[8]
- 2022: Ehrendoktorwürde der Universidade Federal do Rio de Janeiro[9]

## Veröffentlichungen
- mit C. P. Dietrich, V. Buonassisi, P. Colburn: Heparin sequences in the heparan sulfate chains of an endothelial cell proteoglycan. Proceedings of the National Academy of Sciences  84 (11), 1987, S. 3565–3569. doi:10.1073/pnas.84.11.3565.
- mit J.O.S. Onyeisi, C.C. Lopes: Effects of syndecan‐4 silencing on the extracellular matrix remodeling in anoikis‐resistant endothelial cells. Cell Biology International 48 (6), 2024, S. 883–897.